# كولن سينيور
كولن سينيور (بالإنجليزية: Colin Senior)‏ (3 يونيو 1927 في المملكة المتحدة - 9 يناير 2011 في المملكة المتحدة) هو لاعب كرة قدم بريطاني في مركز الدفاع. لعب مع نادي أكرينغتون ستانلي ونادي بيتربورو يونايتد وهدرسفيلد تاون وأكرينجتون ستانلي ‏ ونادي كوربي تاون.